# بخش گرینفیلد (شهرستان هرون، اوهایو)
بخش گرینفیلد (به انگلیسی: Greenfield Township) یک منطقهٔ مسکونی در ایالات متحده آمریکا است که در شهرستان هیورن، اوهایو واقع شده‌است.
 بخش گرینفیلد ۶۶٫۴ کیلومتر مربع مساحت و ۱٬۳۷۴ نفر جمعیت دارد و ۲۶۵ متر بالاتر از سطح دریا واقع شده‌است.